# Passaggio in ombra
Passaggio in ombra è un romanzo della scrittrice italiana Mariateresa Di Lascia pubblicato postumo nel 1995.
Il libro vinse il Premio Strega nello stesso anno; queste circostanze spinsero l'editore Feltrinelli a pubblicizzarlo in modo analogo a com'era successo molti anni prima con Il Gattopardo.

## Trama
La narratrice, Chiara D'Auria, è una donna di mezza età non sposata che vive in una città dell'Italia meridionale, nell'appartamento lasciatole in eredità dalla prozia Peppina Curatore, che le era legatissima. Sentendo approssimarsi la morte, essa si mette a rievocare gli eventi della sua vita e di quelle dei suoi famigliari.

### Prima parte:L'audacia
In un paese della Puglia, poco prima della Seconda guerra mondiale, giunge una nuova levatrice, Anita Riccetti. Di questa s'invaghisce Francesco D'Auria, figlio di un intrallazzatore locale con qualche bene al sole chiamato Tripoli per aver combattuto nella guerra italo-turca. Quando l'Italia entra in guerra, Francesco si arruola volontario nelle camicie nere ed è inviato nella Jugoslavia occupata; dopo l'8 settembre 1943 diserta e si unisce ai partigiani. 
Nel frattempo Anita ha dato alla luce una bambina, Chiara, che viene vezzeggiata dalla prozia donna Peppina Curatore, sorella di Tripoli, che non ha potuto avere figli, e dalla zia Giuppina, sorella di Francesco, che ha avuto in giovane età un figlio naturale che è stato mandato lontano per volontà di donna Peppina che teneva all'onorabilità della famiglia. 
Francesco, tornato a casa al termine delle ostilità, riconosce la bambina e le dà il proprio cognome. Grazie alle trame del padre, che ha dei legami con un potente sottosegretario, egli viene assunto nel Consorzio agrario e, per promuovere la vocazione cerealicola della zona, organizza una fiera del grano, ma i raccolti dei contadini che gli erano stati consegnati gli vengono rubati e due sacchi sono ritrovati in un rustico di proprietà dei D'Auria. Francesco, consigliatosi con l'amico Giovanni Cantalupa denuncia il fatto ai carabinieri ma viene riconosciuto colpevole e condannato a quattro anni di carcere. Rocco Gessano, possidente e compaesano, chiede al sottosegretario di dare a suo nipote il posto che era stato di Francesco al consorzio, suscitando i sospetti di Tripoli, che grazie all'aiuto di Cantalupa scopre che i ladri sono stati proprio degli uomini di Gessano, che tuttavia si guardano bene dal fare il nome del mandante del furto. Francesco viene comunque scarcerato e decide di sposare Anita. 

### Seconda parte:Il silenzio
Chiara, che con l'inizio delle scuole medie è andata a vivere in città con donna Peppina e il marito per motivi di comodità, viene richiamata al paese natale perché la madre sta morendo di tifo. Per lei è la prima occasione di rivedere suo padre dopo che, alcuni anni prima, non si è presentato all'altare il giorno del matrimonio: gli dichiara che non potrà mai perdonarlo.
Mentre frequenta il liceo classico, Chiara intreccia una relazione epistolare col cugino Saverio, figlio di Giuppina, che ha ripreso i rapporti con la madre all'insaputa di donna Peppina. Saverio è emigrato in Svizzera dove spera di guadagnare abbastanza per aprire una propria autofficina, e torna in Italia per il servizio militare. Avendo scoperto la corrispondenza tra Chiara e Saverio, Giuppina, che teme il diverso livello culturale tra i due giovani e paventa che possano fare scelte avventate, proibisce ogni contatto tra figlio e nipote. Chiara allora si reca di nascosto nella città dove si trova la caserma di Saverio con l'intenzione di fuggire insieme con lui ma, giuntavi, scopre che il cugino ha chiesto e ottenuto di essere trasferito altrove e non è rintracciabile. Torna allora a casa in compagnia di Giuppina, venuta a prenderla, ma qualcosa si rompe nel suo animo. Frequenta la facoltà di medicina all'università senza convinzione, non arrivando alla laurea, e vede la morte del nonno e della prozia, senza riconciliarsi col padre come questa le aveva raccomandato.

## Personaggi
- Chiara D'Auria: la voce narrante delle vicende.
- Anita Riccetti: ostetrica condotta, madre di Chiara, originaria di un paese dell'Italia centrale. Dopo aver conseguito il diploma chiede di poter esercitare lontano dalla casa paterna a causa di una delusione d'amore. Ha un carattere forte, passionale e si cura poco delle convenzioni sociali.
- Francesco D'Auria: amante di Anita e padre di Chiara .
- Nobile Maria Francesco D'Auria detto Tripoli: padre di Francesco. In gioventù, in Libia, salvò durante una battaglia un ufficiale che poi sarebbe diventato un importante politico, il sottosegretario P., della cui amicizia si valse per i propri affari. Ereditò diverse proprietà terriere, ma all'attività di latifondista preferì quella di commerciante (e all'occorrenza ladro) di cavalli. Ritiratosi dall'attività e rimasto vedovo della moglie Chiara Bartoli, mantenne una fama di vecchio gaudente, spregiudicato ma generoso.
- Donna Peppina coniugata Curatore: sorella di Tripoli, moglie del ricco commerciante Michele Curatore, che l'ha resa sterile avendola contagiata con la sifilide.
- Giuppina: sorella di Francesco. Da ragazza ha avuto un figlio, Saverio, da Bernardo Bucci, amico del padre. Separata dal figlio per volontà della zia Peppina Sposa poi Alfonso Gregante, proprietario di un lussuoso bar che per essere guarito da una grave malattia aveva fatto voto di sposare una donna peccatrice. Alla fine della vicenda si ricongiunge col figlio andando a vivere con lui in Svizzera.
- Saverio D'Auria: figlio di Giuppina e primo amore di Chiara D'Auria.
- Giovanni Cantalupa: maestro elementare, cugino e amico di Francesco, che talvolta richiede i suoi consigli.
- Titina: sorella di Anita.
- Rosina: balia di Chiara D'Auria.
- Maurino: amico d'infanzia di Chiara D'Auria.
- Sciarmano: guardia comunale, dalla numerosa figliolanza (sei figli all'inizio della vicenda, nove al termine). È la prima persona che conosce Anita al suo arrivo al paese e l'unica che le sia veramente amica. Accompagna spesso la levatrice con la sua automobile quando questa ne ha bisogno.
- Rocco Gessano: possidente terriero e mandante del furto ai danni di Francesco.

## Edizioni
- Mariateresa Di Lascia, Passaggio in ombra, I Narratori, Milano, Feltrinelli, 1995, ISBN 88-07-01481-5.
- Mariateresa Di Lascia, Passaggio in ombra, Milano, Club degli Editori, 1995.
- Mariateresa Di Lascia, Passaggio in ombra, Milano, Euroclub, 1995.
- Mariateresa Di Lascia, Passaggio in ombra, Universale Economica, Milano, Feltrinelli, 1999, ISBN 9788807814204.
- Mariateresa Di Lascia, Passaggio in ombra, prefazione di Stefano Giovanardi, Premio Strega, Torino, UTET, 2006.
- Mariateresa Di Lascia, Passaggio in ombra, prefazione di Stefano Giovanardi, I capolavori del Premio Strega, Milano, Il Sole-24 ore, 2012.
- Mariateresa Di Lascia, Passaggio in ombra, Universale Economica, Milano, Feltrinelli, 2016, ISBN 9788807888625.